# Odontopera uchidai
Odontopera uchidai är en fjärilsart som beskrevs av Inoue 1946. Odontopera uchidai ingår i släktet Odontopera och familjen mätare. Inga underarter finns listade i Catalogue of Life.